# Aftokinitodromos 64
Der Aftokinitodromos 64 / Αυτοκινητόδρομος 64 (griechisch für ‚Autobahn 64‘), auch περιφεριακή Υμήττου/Hymettos- oder Ymittos-Ring genannt, ist eine griechische Autobahn sowie eine Nebenstrecke der Attiki Odos (Autobahn 6; Europastraße 94) im Osten von Athen und führt von der Westseite des Berges Ymittos (oder Hymettos) um dessen Nordseite nach Osten in Richtung Marathon und Rafina.
Die gesamte Strecke der Autobahn 64 ist wie die der Attiki Odos mautpflichtig.

## Geschichte
Der Bau des vorhandenen Abschnittes vom Autobahndreieck Katechaki bis zur Anschlussstelle Agios Gerasimos begann am 19. September 1997. Die Verkehrsübergabe des Abschnittes erfolgte am 4. August 2000. Ab dem 19. März 2001 wurde die Autobahn mautpflichtig. Am 31. Januar 2003 wurde das automatische Mautsystem eingeführt. Da der Bau zusammen mit dem Bau der Attiki Odos erfolgte, wurden die Kosten dieses Autobahnabschnittes in das gesamte Projekt einberechnet. Die Kosten für das gesamte Projekt beliefen sich auf 1,3 Milliarden Euro. Diese Summe wurde zu 65 % vom griechischen Staat und zu 35 % von dem Betreiber Attiki Odos S.A. getragen.

## Planungen
Seit 2005 existieren Planungen, das gesamte Projekt Attiki Odos bestehend aus drei Autobahnen (A6, A62, A64) um 76 km auf dann 141 km auszubauen. Der A64 soll an beiden Enden erweitert werden. Die Planungsphase für diese beiden Projekte wurde Mitte 2008 gestartet.
In Richtung Osten soll der A64 nach Rafina und Marathon bis zur Anschlussstelle Pikermi erweitert werden. Diese Ausbaustrecke würde im Norden des Athener Flughafens verlaufen und wäre etwa sechs Kilometer lang.
Gleichzeitig ist ein Weiterbau am westlichen Ende in Planung. Dieser Abschnitt würde entlang des Hymettos nach Süden in Richtung Vouliagmeni und Glyfada führen. Der Ausbau ist aber technisch schwierig, da lediglich ein Bau im Berghang ohne umfangreichen Abriss der dichten Wohnbebauung möglich wäre. Andererseits beinhaltet eine andere Variante den Bau von insgesamt sieben Tunnel mit einer Gesamtlänge von 9,28 Kilometern.